# Арейфой
Арейфой (др.-греч. Ἀρηίθοος Κορυνήτης, Арейфой Булавоносец) — персонаж древнегреческой мифологии. Царь Арны (Беотия). Согласно Гомеру, отец участника Троянской войны Менесфия из Арны, убит Ликургом. Павсаний разъясняет, что его предательски убил Ликург, царь Тегеи. Был прозван Коринет (человек с булавой). Его могила у Мантинеи в Аркадии.